# 小野貓
小野貓（The Pussycat Dolls；簡稱PCD），頒獎禮得獎主及格林美獎提名女子組合。來自美國洛杉磯的六人流行女子組合，由舞蹈動作設計羅賓·安汀於1995年成立，在2004年推出第一支單曲，2005年推出首張專輯《PCD》後火速走紅，並有六百萬以上的銷量。
第二張專輯《Doll Domination》於2008年9月23日推出。

## 音樂事業前
一些網站聲稱羅賓·安汀曾在1993年和朋友Linh le及克莉絲汀娜·艾寶姬（兩人自高中起是朋友）研究現代脫衣舞；組合的首次演出是在1995年。期間她們以50年代60年代的流行標準，穿上內衣褲或海報女郎的裝束，多次為歌手作嘉賓歌手。
1995年至2001年，每逢星期四，她們會在洛杉磯的一間夜總會The Viper Room常駐演出。1999年6月，花花公子為小野貓發行畫報，最年輕的數位成員Kasey Campbell、Kiva Dawson、Erica Gudis和Lindsley Allen有參與其中。2002年，她們轉移陣地到The Roxy。組合自此在國際間變得知名起來，並出現在雜誌、MTV及VH1的電視特別節目、廣告及電影等。部份成員在《神探俏嬌娃2》的一段出場獻舞技。
卡文·伊莉卓（Carmen Electra）是組合多次表演的靈魂人物。她說：「我曾是組合的其中一部份，在過去兩年我參與過所有小野貓的秀…但是最終，我不能參與小野貓的音樂大計…我就這樣被犧牲了。」她果然沒在小野貓的音樂大計出現，後來她在《別說不》（Don't Cha）的音樂錄影帶中客串演出。
因為音樂製作人吉米·奧非（Jimmy Iovine）和朗·非亞（Ron Fair）介入，小野貓重新選員，小野貓轉型為R&B歌唱風格的女子團體，簽約吉米·奧非的唱片公Interscope Records，成為其下的歌手。
2003年，卡文·伊莉卓成立了另一個脫衣舞組合，名叫The Bombshell Babies，組合內還有前小野貓成員Staci Flood和Nadine Ellis。

## 音樂事業

### 2004－2007: 《PCD》
2003年，美國真人秀節目《超級巨星》勝出者，Eden's Crush前成員妮可·舒辛格（Nicole Scherzinger）獲選為組合團長，成員分別有卡蜜特·芭查（Carmit Bachar）（1995年加入）、潔西卡·雪蒂（Jessica Sutta）（2002年加入）、美樂蒂·芳頓（Melody Thornton）、金貝莉·懷特（Kimberly Wyatt）及艾希莉·羅拔仕（Ashley Roberts)（3人在2003年加入）。她們於2004年為MTV亞洲音樂錄影帶大獎開幕。
2004年9月和10月，電影《沙膽大話王》（Shark Tale）和《談情共舞》（Shall We Dance?）的原聲帶推出市面，兩套電影的原聲帶中都有一首由小野貓主唱的歌曲，談情共舞原聲帶的其中一首歌曲《Sway》，更是小野貓首支拍音樂錄影帶的歌曲和單曲。
2005年，小野貓推出首張專輯《PCD》，一推出即登上告示牌200大的第五名，售出大約十萬張的銷量。專輯亦推出了七支單曲。第二支單曲'別說不'（Don't Cha）成為她們首支大熱歌曲。接下來的《伴隨你》（Stickwitu）成為組合首支在美國告示牌流行電台歌曲得到#1的單曲。單曲的光碟和合法下載在全球售出過三百萬而且在英國連續幾周得到#1，為小野貓第二次得到排行榜#1。第四支的單曲《嗶嗶》（Beep）有黑眼豆豆的主說唱手Will.i.am來助陣。第五支單曲《鈕扣》（Buttons），由史諾比狗狗RAP，承接了上幾支單曲的成功，火速登上英國單曲榜的#3。最近發行的單曲《我不要男人》（I Don't Need a Man）和《等一會》（Wait a Minute）已推出音樂錄影帶和發行了單曲。
小野貓在2006年7月於《MTV Hits UK》被證明為前十女子組合第一位，擊倒第二位的天命真女和第七位的辣妹合唱團。此外，還在美國VH1的最性感藝人排行得到第一位、在2006年8月TMF的20大流行女性巨星得到第二位及TMF R&B女性藝人得到第六位。
小野貓的《別說不》在告示牌音樂大獎贏取了全年最受歡迎/跳舞俱樂部熱播單曲，同時《別說不》亦被提名為全年最高銷量單曲以及全年最高銷量跳舞單曲。
2006年，舊金山基地的公司與Interscope Records合作開辦PCD Music Lounge，一個和小野貓相關的網站。
在6月30日的VSpot Top 20 Countdown，主持人Matt Pinfield宣佈妮可正剛為2005年的PCD繼後的第二張專輯寫好十二首新歌。
2006年尾，小野貓與Ludacris和KoRn在電訊公司Cingular Wireless的廣告演出。
妮可正為自己的個人專輯進行工作，據傳聞應該會在2007年7月推出。她向外界宣佈雖然她自己會推出個人專輯，但是她不會退出小野貓。
2006年12月7日，小野貓的《伴隨你》獲格林美獎提名。同月稍後，小野貓被委任介紹ABC的NBA節目。
卡蜜特·芭查在2008年3月退出了小野貓，並作個人發展。

### 2008－2010：《Doll Domination》、组合解散
小野貓在2008年6月推出了《Doll Domination》的首支單曲－《When I Grow Up》（當我長大），該單曲打入了美國告示牌熱門100大的第九名、澳洲單曲榜第二名及英國單曲榜第三名的位置。第二首單曲為《Whatcha Think About That》，這首由Missy Elliott作特別嘉賓的歌曲將在9月尾在全球發行。
《Doll Domination》會首先在9月19日於德國、荷蘭及愛爾蘭發行。隨後於2008年9月28日在全球發行。
2010年1月小野猫成员中的杰西卡·雪蒂宣布退队,其次金贝莉·怀特、艾希莉·罗拔仕、美乐蒂·芳顿也宣布了退队。5月小野猫迎入了新的4名成员,分别是日本的著名舞蹈家仲宗根梨乃(Rino Nakasone)、白娜莎·伽莉、凯玲顿·培茵、杰米·李·露依斯，但组合随后又多次替换成员。主唱妮可于同年确认退队。2013年罗宾·安汀正式确认最新组合阵容，组合将以新名字G.R.L.出道。这也意味着小野猫歌唱组合正式解散。

### 2019年至今：组合回归、新单曲《React》
2019年9月，妮可、卡蜜特、杰西卡、金贝莉与艾希莉回归小野猫歌唱组合，并计划于翌年发行新歌及展开巡回演出。美乐蒂因个人事业发展选择不回归组合。同年11月30日，小野猫于英国《X音素》决赛中展开首次回归演出，表演了一段由组合代表作（《Buttons》、《When I Grow Up》、《Don't Cha》）及新歌《React》组成的串烧乐曲。
新单曲《React》于2020年2月7日在全球正式发行，为小野猫解散10年后的首部音乐作品。

### 巡迴演出
2006年，小野貓為黑眼豆豆在北美的演唱會作嘉賓。小野貓亦在英國、歐洲和馬來西亞舉行演唱會。
2006年8月8日，在吉隆坡的演唱會後，她們的演唱會主辦商Absolute Entertainment被控告藐視當地法律。當地報章Malay Mail引述當局宣布：「由於歌手衣著暴露，動作惹火，違反當局規定，必須嚴懲。」主辦商被罰款五千元馬來西亞幣（1358元美金）。
2006年11月/12月，小野貓到英國進行巡迴演唱，特別有蕾哈娜為她們作嘉賓。
2007年，小野貓將為克莉絲汀·阿奎萊拉的全球巡迴演唱《天生歌姬巡迴演唱》北美站作特別嘉賓，同有另一女子組合Danity Kane。

### 音樂作品
小野貓的音樂類別為當代的R&B、流行音樂以及翻唱歌曲。原唱歌曲是由專業的作曲人/製作人填寫；妮可唯一一名有參與寫歌的成員。
小野貓曾被投訴組合只有一位（妮可）成員唱歌，其餘的只是跳舞沒有唱歌。然而，卡蜜特和美樂蒂也有參與歌唱的部份，如《嗶嗶》一曲裡，兩人獨唱了一小段。美樂蒂亦在許多小野貓的歌曲裡加插和音和合聲。
在《Doll Domination》裡，明顯地美樂蒂的歌唱部份增加了，其他三名成員更有歌唱的部份。而在這張專輯的特別版本裡，各位成員也有屬於自己的一首獨唱歌曲。

## 其他

### 拉斯維加斯秀（2005-現在）
在2005年4月，名叫“Pussycat Dolls Lounge”的固有現場秀開始在拉斯維加斯的Pure Nightclub鄰接的Caesar's Palace開始了，包括了八個成員，繼續以小野貓前身於1995年在洛杉磯的脫衣舞表演。2006年，組合增加了一名主音Jamie Preston 。組合由Pure Management Group經營，羅賓·安汀受到影響，但長遠來說亦為Interscope帶來財政利益。小野貓的錄音公司亦作了臨時的出版。特別嘉賓包括伊娃·朗歌妮亞（2005年4月）、尼科萊特·謝里丹（2006年2月）、帕米拉·安德森（2006年4月）和丹妮丝·理查兹（2006年6月）

### 電視系列
2006年4月，紐約時報報導Interscope的行政部門正在製作自家的真人秀節目由全美超級模特兒新秀大賽的製作人和神探俏嬌娃系列的導演McG管理。節目命名為《小野貓呈獻：尋找下一位小野貓》（Pussycat Dolls Present: The Search for the Next Doll），節目將會選出小野貓的新成員。新成員將在小野貓的下一張的專輯獻唱，並和小野貓作巡迴演出。該節目在The CW2007年3月播出。
勝出者為Asia Nitollano，她會是第七位小野貓的成員。但引來網絡上很多網友的攻擊和評論。

### 小野貓洋娃娃事件
美國玩具公司孩之寶曾打算在2006年聖誕節推出一系列以小野貓作藍本的小野貓洋娃娃，對象是6歲至9歲的兒童。號稱「擁有小野貓公仔，就可以實現扒光她們衣服的夢想」。但是由於設計太過煽情，加上設計的意念帶性的意識，引來家長和衛道人士的抗議，全美家福組織共同串聯抗議，認為小野貓性感形象以及火辣的歌詞，對於孩童們有不良的示範及影響，一名媽媽在接受訪問時就表示：「她們的確是十分性感惹火，但是這種玩具實在不適合小朋友。」，故孩之寶決定放棄計畫，停止生產一系列的小野貓洋娃娃。

### 電腦遊戲
2006年9月，小野貓為模擬市民2：寵物當家重新灌錄了模擬市民語的《別說不》。同年11月，宣佈小野貓會成為電腦遊戲Asphalt Urban GT的角色。

## 唱片目錄

### 專輯
| 标题            | 专辑资料                                                                | 排名 | 排名 | 排名     | 排名 | 排名 | 排名 | 排名 | 排名 | 排名 | 排名 | 销量                                              | 销量认证 |
| 标题            | 专辑资料                                                                | US   | AUS  | BEL (FL) | CAN  | FRA  | GER  | IRE  | NZ   | SWI  | UK   | 销量                                              | 销量认证 |
| --------------- | ----------------------------------------------------------------------- | ---- | ---- | -------- | ---- | ---- | ---- | ---- | ---- | ---- | ---- | ------------------------------------------------- | --- |
| PCD             | - 发行日期: 2005年9月13日 - 发行唱片公司: A&M - 格式: 光碟、LP、下载    | 5    | 8    | 5        | 11   | 23   | 8    | 7    | 1    | 9    | 7    | - 全球: 9,000,000 - US: 2,900,000 - UK: 1,246,769 | - RIAA: 2× 白金 - ARIA: 3× 白金 - BEA: 白金 - BPI: 4× 白金 - BVMI: 白金 - IRMA: 2× 白金 - MC: 2× 白金 - SNEP: 金 - RMNZ: 2× 白金 |
| Doll Domination | - 发行日期: 2008年9月23日 - 发行唱片公司: Interscope - 格式: 光碟、下载 | 4    | 4    | 17       | 3    | 16   | 10   | 6    | 8    | 7    | 4    | - US: <400,000 - UK: 205,881                      | - ARIA: 白金 - BEA: 金 - BPI: 金 - BVMI: 金 - IFPI SWI: 金 - IRMA: 白金 - MC: 白金 - SNEP: 金                                    |

### 专辑再版
| 标题                | 专辑资料                                                                 | 排名 | 排名    | 销量认证     |
| 标题                | 专辑资料                                                                 | AUS  | AUS URB | 销量认证     |
| ------------------- | ------------------------------------------------------------------------ | ---- | ------- | ------------ |
| Doll Domination 2.0 | - 发行日期: 2009年4月24日 (AUS) - 发行唱片公司: 环球音乐 - 格式: 下载    | 8    | 2       | - ARIA: 白金 |
| Doll Domination 3.0 | - 发行日期: 2009年8月10日 (UK) - 发行唱片公司: 宝丽多 - 格式: 光碟、下载 | —    | —       |              |

### 單曲
| 标题                                            | 发行年份 | 排名 | 排名 | 排名     | 排名 | 排名 | 排名 | 排名 | 排名 | 排名 | 排名 | 销量认证                                                                            | 专辑来源                                                  |
| 标题                                            | 发行年份 | US   | AUS  | BEL (FL) | CAN  | FRA  | GER  | IRE  | NZ   | SWI  | UK   | 销量认证                                                                            | 专辑来源                                                  |
| ----------------------------------------------- | -------- | ---- | ---- | -------- | ---- | ---- | ---- | ---- | ---- | ---- | ---- | ----------------------------------------------------------------------------------- | --------------------------------------------------------- |
| "Sway"                                          | 2004     | —    | —    | —        | —    | —    | —    | —    | —    | —    | —    |                                                                                     | 《Shall We Dance?》电影原声带                             |
| "Don't Cha" (与Busta Rhymes)                    | 2005     | 2    | 1    | 1        | 1    | 6    | 1    | 1    | 1    | 1    | 1    | - RIAA: 白金 - ARIA: 2× 白金 - BEA: 金 - BPI: 金 - BVMI: 白金 - IFPI: 金 - RMNZ: 金 | PCD                                                       |
| "Stickwitu"                                     | 2005     | 5    | 2    | 5        | 3    | 17   | 11   | 2    | 1    | 6    | 1    | - RIAA: 白金 - ARIA: 白金 - BPI: 金 - RMNZ: 金                                      | PCD                                                       |
| "Beep" (与will.i.am)                            | 2006     | 13   | 3    | 1        | 5    | 10   | 5    | 2    | 1    | 6    | 2    | - ARIA: 金 - BPI: 银 - RMNZ: 金                                                     | PCD                                                       |
| "Buttons" (与Snoop Dogg)                        | 2006     | 3    | 2    | 4        | 5    | 12   | 4    | 4    | 1    | 3    | 3    | - RIAA: 白金 - ARIA: 白金 - BEA: 金 - BPI: 金 - BVMI: 金 - RMNZ: 金                 | PCD                                                       |
| "I Don't Need a Man"                            | 2006     | 93   | 6    | 7        | 67   | 12   | 20   | 9    | 7    | 15   | 7    | - ARIA: 金                                                                          | PCD                                                       |
| "Wait a Minute" (与Timbaland)                   | 2006     | 28   | 16   | 18       | 24   | —    | 27   | —    | 24   | 41   | 108  |                                                                                     | PCD                                                       |
| "When I Grow Up"                                | 2008     | 9    | 2    | 3        | 3    | 2    | 7    | 2    | 5    | 10   | 3    | - ARIA: 白金 - BPI: 金 - RMNZ: 金                                                   | Doll Domination                                           |
| "Whatcha Think About That" (与Missy Elliott)    | 2008     | —    | —    | —        | —    | 66   | —    | —    | 12   | —    | 9    | - BPI: 银                                                                           | Doll Domination                                           |
| "Out of This Club" (与R. Kelly、Polow Da Don)   | 2008     | —    | —    | —        | —    | —    | —    | —    | —    | —    | —    |                                                                                     | Doll Domination                                           |
| "I Hate This Part"                              | 2008     | 11   | 10   | 5        | 5    | 3    | 12   | 9    | 9    | 9    | 12   | - RIAA: 白金 - ARIA: 金 - BPI: 银 - BEA: 金 - RMNZ: 金                              | Doll Domination                                           |
| "Bottle Pop" (与Snoop Dogg/Devolo)              | 2009     | —    | 17   | —        | 88   | —    | —    | —    | 17   | —    | —    |                                                                                     | Doll Domination                                           |
| "Jai Ho! (You Are My Destiny)" (与A. R. Rahman) | 2009     | 15   | 1    | 3        | 4    | 3    | 29   | 1    | 2    | 7    | 3    | - ARIA: 白金 - BPI: 白金 - RMNZ: 白金                                               | Doll Domination 2.0 Doll Domination – The Mini Collection |
| "Hush Hush; Hush Hush"                          | 2009     | 73   | 10   | 6        | 41   | 5    | 44   | 13   | —    | 30   | 17   | - ARIA: 金 - BPI: 银                                                                | Doll Domination 2.0 Doll Domination – The Mini Collection |
| "React"                                         | 2020     | —    | —    | —        | —    | —    | —    | —    | —    | —    | —    |                                                                                     | 待公布                                                    |

## 銷量統計
- 全球專輯銷量：5,579,000
- 全球單曲銷量：16,715,000
- 合共總共銷量 : 22,294,000

## 獎項及提名
請見小野貓得獎及提名列表。

## 外部連結
- PCDMusic.com （页面存档备份，存于） - 唱片公司官方網站
- PCDMusicLounge.com （页面存档备份，存于） - 官方討論區
- PCDLounge.com - 拉斯維加斯秀官方網站
- The Pussycat Dolls的MySpace主頁
- The Pussycat Dolls Las Vegas （页面存档备份，存于） - 拉斯維加斯秀官方Myspace
- Umusic.com - 台灣官方網站